# اوکونگو
اوکونگو (به لهستانی:  Okuniew) یک روستا در لهستان است که در گمینا خالینوو واقع شده‌است. اوکونگو ۱٬۹۰۰ نفر جمعیت دارد.